# Borowiec (powiat choszczeński)
Borowiec (niem. Grünberg) – osada w Polsce położona w województwie zachodniopomorskim, w powiecie choszczeńskim, w gminie Drawno. W latach 1975–1998 miejscowość administracyjnie należała do województwa gorzowskiego. W roku 2007 osada liczyła 27 mieszkańców. Osada wchodzi w skład sołectwa Barnimie. 

## Geografia
Osada leży ok. 4,5 km na północny zachód od Barnimia, nad rzeką Drawą.